# Андриевич, Владимир Константинович
Владимир Константинович (Каллистратович) Андриевич (1838—1898) — русский генерал, участник Сербо-черногорско-турецкой и русско-турецкой войны 1877—1878 гг.

## Биография
Владимир Андриевич родился 14 сентября 1838 года.
Рано лишившись родителей, воспитывался в Императорский Александровском (Царскосельском) сиротском и в Первом кадетском корпусе.
16 июня 1857 году произведён в подпоручики в 1-й гренадерский саперный батальон. По окончании Академии Генерального штаба, возвратился обратно в батальон, где пробыл, однако, недолго и с 1865 года служил в Генеральном штабе.
В 1871 году Владимир Константинович Андриевич был произведён в подполковники и назначен командиром батальона в 129-м пехотном Бессарабском полку, также был награждён орденом св. Станислава 2-й степени. В 1874 году получил чин полковника и в феврале 1876 года был назначен начальником штаба 3-й кавалерийской дивизии.
В 1876 году, увлекшись славянским движением, уехал добровольцем в Сербию, где поступил в Дринскую армию генерала Алимпича и в бою у Устья получил контузию в ухо.
В русско-турецкую войну 1877—1878 гг. Андриевич был начальником штаба 41-й пехотной дивизии и Нижне-Дунайского отряда, предназначавшегося для обороны Одессы, а затем, ввиду желания активно участвовать в войне, назначен был в Кавказскую армию, где состоял при отряде генерала Алхазова, не имея определённого назначения.
В 1879 году Андриевич В. К. был назначен командиром 77-го пехотного Тенгинского полка.
15 мая 1881 года Владимир Константинович Андриевич был произведён в генерал-майоры, награждён орденом св. Анны 2-й степени с мечами и занял должность начальника штаба войск Забайкальской области; в 1882 г. получил орден св. Владимира 3-й степени. Ввиду возбужденного вопроса о реорганизации Забайкальского казачьего войска Андриевичу было поручено произвести перепись казаков и систематизацию собранных данных.
Напечатанные в 1883—1885 гг. четыре выпуска «Материалов для статистики населения в Забайкальском казачьем войске» послужили началом целого ряда исторических работ Андриевича, который выпустил в 1887 году, в дополнение к названным материалам, «Краткий очерк истории Забайкалья от древнейших времен до 1762 года» и почти одновременно начал большой труд по истории Сибири под названием «Исторический очерк Сибири», которого вышло 6 томов (Томск, Иркутск, Красноярск, Одесса, Санкт-Петербург и др., 1886—1889).
С конца 1885 года В. К. Андриевич исполнял должность Иркутского губернского воинского начальника и начальника Иркутского военного госпиталя.
В 1888 году состоялось назначение Андриевича комендантом Очаковской крепости, а в 1890 году он был уволен в отставку.
Владимир Константинович Андриевич скончался в 1898 году.

## Награды
- 1871 — Орден Святого Станислава II степени
- 1879 — Орден Таковского креста (Сербия)
- 1881 — Орден Святой Анны II степени с мечами.
- 1882 — Орден Святого Владимира III степени[2].

### Список произведений
- Материалы для статистики населения в Забайкальском казачьем войске. Вып. 1—2. Чита, 1884—1885.
- Пособие для написания истории Забайкалья. Иркутск, 1885.
- Исторический очерк Сибири по данным, представляемым Полным Собранием Законов. — 1-е изд.
  - Том II. Период от 1700 года до воцарения императрицы Елизаветы Петровны 25 ноября 1741 года. — Иркутск: Тип. Штаба Ирк. военного округа, 1886. — VIII, 353 с.
  - Том III. Елизаветинский период. 1742-1762 года. — Иркутск: Типо-Лит. Михайлова и Макушина, 1887. — IV, 337 с.
  - Том IV. Екатерининское время. — СПб.: Военная тип., 1887. — XX, 308 с.
  - Том V. Екатерининский период. (Отделы: горное дело, духовенство, лихоимство и общий очерк). — Красноярск: Тип. Кудрявцева, 1889. — 237 с.
- Краткий очерк истории Забайкалья от древнейших времен до 1762 года. СПб., 1887.
- История Сибири. — 1-е изд. — СПб.: Тип. и лит. В. В. Комарова, 1889.
  - Часть I. Период от древнейших времён до установления главенства города Тобольска и основания Иркутского острога. — XIV, 220 с.
  - Часть II. Период с 1660 года до воцарения Императрицы Елизаветы Петровны. — XV, 487 с.
- Сибирь в XIX столетии. — 1-е изд. — СПб.: Тип. и лит. В. В. Комарова, 1889. — (Исторический очерк Сибири, основанный на данных, представляемых Полным Собранием Законов и Сенатским архивом).
  - Часть I-я. (Период от смерти Императрицы Екатерины II до 1806 г.). — X, 298 с.
  - Часть II-я. (Период с 1806 по 1819 г.). — XI, 425 с.